# První obléhání Albazinu
První obléhání Albazinu v červnu 1685 bylo jednou z epizod boje o Poamuří mezi Ruskem a mandžuskou říší Čching v rámci rusko-čchingského konfliktu táhnoucího se od počátku 50. do konce 80. let 17. století. V Albazinském ostrohu, sídlu stejnojmenného vojevodství, byl oddíl ruských kozáků vedený vojevodou Alexejem  Tolbuzinem s ruskými rolníky, lovci a řemeslníky obležen čchingskou armádou vojevůdce Langtana. Kvůli převaze nepřítele se Rusové po dvou týdnech vzdali. Dočasně tak padlo tak poslední ruské sídlo na Amuru. Po několika týdnech bylo Rusy obnoveno, Čchingové reagovali novým útokem, neúspěšným druhým obléháním Albazinu. Podle Něrčinské mírové smlouvy z roku 1689 region připadl Čchingům a Rusové Albazin vyklidili.

## Před bojem
Mandžuská říše Čching ovládající od poloviny 17. století Čínu neuznala připojení Poamuří k Rusku, protože ho považovala za své panství. Začátkem 80. let 17. století začali Čchingové připravovat útok na Rusy na Amuru a v Zabajkalí. Nejsevernější čchingské opěrné body v té době byly Girin na Sungari, v němž od roku 1661 fungovaly státní loděnice a který roku 1676 převzal roli sídla mandžuské správy regionu od Ningguty, a Ninguta na řece Mu-tan-ťiang, jižním přítoku Sungari.
Mandžuové naplánovali útok na Albazino a v případě úspěchu počítali s postupem na Něrčinsk. Dva roky strávili přípravami – budováním základen a cest, stavbou lodí, shromažďovaním zásob, zpravodajskou činností.  Vojenským akcím předcházel diplomatický tlak, tak v březnu 1681 mandžuští vyslanci v Albazinu protestovali proti výstavbě ruských ostrohů na Zeje, s tím, že jim tak Rusové brání ve výběru jasaku. Ruská delegace poslaná na Non do Pu-kchuej (卜奎; moderní Cicikar) reagovala odmítnutím s tím, že kmeny na Zeje jsou ruští poddaní a nejlepší hranice by byla na Amuru. V listopadu 1682 do Albazinu a Něrčinsku dorazili čchingští poslové s žádostí o rozhovory na Nonu, které nepřinesly výsledky. V prosinci 1682 se pak pod Albazinem nakrátko objevil tisícičlenný oddíl mandžuské jízdy pod záminkou žádosti o vydání dvou utečenců. ve skutečnosti měl zhodnotit opevnění města a stav komunikací v regionu. Čchingským silám velel Pengcun (彭春), ale faktickým organizátorem řídícím vojenské operace byl Langtan (郎坦).
Na jaře 1683 čchingská vojska začala přesun k Amuru. Mandžuové se usadili v ústí Zeji a vybudovali zde pevnost Ajgun, u ústí Kumary pevnost Kumara a ještě jednu mezi nimi. V červnu Mandžuové u ústí Zeji zajali většinu ruského oddílu vedeného Grigorijem Mylnikem, který plul z Albazinu vystřídat posádku zejských ostrohů. V ostrozích na Zeje bylo v té době ve třech oddílech 67 kozáků a v Albazinu něco přes stovku. V Něrčinsku měl tamní vojevoda 46 kozáků a dalších 150 rozptýlených po okolí. Velikost čchingské armády odhadli Rusové na 10 tisíc lidí na 300 lodích, se 300 velkými i malými děly. Ve druhé polovině roku čchingské oddíly o 400–500 mužích obsadily ruské ostrohy v povodí Zeji, poslední z nich, Verchnozejský, v únoru 1684.
V říjnu 1683 do Albazinu dorazili dva ze zajatců z Mylnikova oddílu s dopisem čchingského císaře Kchang-siho s tradičními požadavky – vydat Gantimura, vyklidit Albazin a Poamuří, jinak hrozil válkou. V únoru 1684 císař Kchang-si vydal příkaz k další ofenzívě, ale do července Mandžuové neútočili. V květnu 1684 do Albazinu dorazil Tolbuzin a začal vysílat průzkumné hlídky do okolí. Od domorodců se Albazinští dozvěděli, že Mandžuové prosekali lesem cestu od vesnic na řece Non směrem na Něrčinsk.
Až začátkem července 1684 čchingský jízdní oddíl obsadil ruskou ves Čulkovo a zajal část obyvatel, poté se ruští rolníci z okolí stáhli do města a lovci také nevyrazili za soboly. Celkem se ve městě shromáždilo 120 služilich ljuděj (vojáků a úředníků), 97 rolníků a 250 ostatních, především lovců. Čchingská armáda se však – přes císařovo zdůrazňování, jak je důležité zmocnit se sklizně – neobjevila a nakonec Rusové překonali obavy z Mandžuů a sklidili úrodu, i když opožděně – obilí již z poloviny vypadalo z klasů. Kchang-si poté odvolal váhavého velitele čchingské armády Sabsua a v únoru 1685 vydal edikt ve kterém zopakoval obvinění Rusů z expanze, přikázal jejich zničení a nakázal svým vojevůdcům poslat do Albazinu ještě jedno poselstvo s výzvou stáhnout se z čchingského území do Jakutska, který měl podle císaře tvořit hranici.
Od začátku roku 1685 se v Zabajkalí množily zprávy o připravovaném mongolském útoku. V březnu 1685 se třísetčlenný jezdecký oddíl Mandžuů objevil pod Albazinem, v blízkosti města zajal či zabil osazenstvo jednoho mlýna a přítomné kozáky a odešel. Poté rolníci v okolí Albazinu zaseli.
Zatím na jaře 1684 Rusové v západní Sibiři nabrali početný oddíl vedený Afanasijem Bentonem určený k posílení albazinské posádky, ale jednotka postupovala na východ jen pomalu a do ledna 1685 Benton došel jen do Ilimska.

## Obležení a kapitulace Albazinu
Počátkem léta 1685 silná čchingská armáda vyplula z Ajgunu proti proudu Amuru. Do Albazinu Čchingové poslali napřed dva zajaté Rusy s trojjazyčným (v čínštině, ruštině a latině) císařským listem, v němž požadovali pod hrozbou smrti neprodlený odchod z Amuru. 
Začátkem června 1685 čchingská jízda odehnala albazinským koně a 10. června se hlavní síly vylodily u Albazinu. V následujících dvou dnech čchingské vojsko obklíčilo Albazin, stavělo pozice pro děla a od 12. června zahájilo obléhání. Rusové zprvu odhadovali sílu nepřítele na 10 tisíc, pak však získali zajatce, podle něhož po řece připlulo 4200 mužů včetně 1200 nevojáků, kteří měli 30 velkých a 15 malých děl, a navíc 1000 jezdců přišlo po břehu. Pouze stovka Mandžuů měla píšťaly, ukořistěné u Rusů. Obránců Albazinu bylo 450, se 3 děly a 300 píšťalami.
V Něrčinsku se o obležení Albazinu tamní vojevoda Ivan Vlasov dozvěděl 22. června a mobilizací části ruských lovců zvýšil počet svých vojáků na 330. Už 14. června do Něrčinska přišla informace z Argunského ostrohu, že podle domorodců je na Nonu 8900 Mandžuů připravených k pochodu na Něrčinsk. Přesto 23. června vyslal 100 mužů se dvěma děly na pomoc Albazinu.
Na pomoc Albazinu šel i oddíl Afanasije Bejtona ze západní Sibiře, ten ale uvázl ve srážkách s Mongoly v Zabajkalsku a do Něrčinska dorazil se 447 lidmi a třemi lehkými děly teprve 9. července.
Dne 15. června 45 Rusů, rolníků s rodinami ze vzdálenějších vesnic, připlouvalo po Amuru do Albazinu na vorech; poté, co se odmítli vzdát, je Čchingové rozstříleli z děl a většinu zabili či zajali, takže do Albazinu se dostalo jen několik lidí. Jiné skupiny vesničanů se stáhly do tajgy. Po deseti dnech obležení Albazinu Mandžuové zahájili všeobecný útok. Po zahájení palby se ukázalo, že opevnění Albazinu – dřevěná palisáda – je sice postačující k ochraně před lukostřelbou domorodců, ale dělostřelbu nevydrželo a v některých případech mandžuské desetikilogramové dělové koule prolétaly ostrohem skrz naskrz.
Dělostřelba ničila palisádu, od zápalných šípů shořely sýpky, část budov a kostel. Za den bojů zahynula více než stovka obránců a skoro 150 útočníků. Bylo také zničeno jedno ze tří ruských děl. Rusům se podařilo útok odrazit a nepustit nepřítele do ostrohu a k večeru Mandžuové ustoupili do svého tábora. Langtan rozkázal připravit nový útok – čchingští vojáci nakupili k palisádě dřevo a chrastí, takže se Rusové obávali, že je chtějí spálit i s městem. Bránit jim nemohli, protože střelcům došly zásoby střelného prachu i kulí.
Vojevoda Tolbuzin proto požádal Langtana o svolení k odchodu ruské posádky i obyvatel z Albazinu do Něrčinska a žádal tři dny na posouzení čchingských podmínek kapitulace. Čchingové zprvu požadovali odchod Rusů do Jakutska, s tím, že i Něrčinsk je na jejich území, nicméně Tolbuzin uhájil svůj původní návrh. Musel však se svými lidmi neprodleně opustit město. Mandžuové poté Rusům v rozporu s dohodou zabavili veškeré jmění, zbraně, potraviny a skot, 50 z nich přemluvili k přechodu na mandžuskou stranu a ostatní po 4 dnech propustili. Na západ tak Albazinci vyrazili 26. června, zpočátku, až k řece Arguň, sledováni Mandžuy. Kvůli nedostatku potravin Tolbuzin 120 lidí poslal do Jakutska a s ostatními odešel do Něrčinska, přičemž se k němu cestou připojili rozptýlení rolníci. Na Arguni nechal Tolbuzin hlídku, na Šilce se setkal s posilou vyslanou z Něrčinska, do kterého dorazil 10. nebo 12. července, celkem s 324 muži a 312 ženami a dětmi.
Po dobytí Albazinu v Pekingu císař Kchang-si uspořádal slavnostní recepci na oslavu vyhnání Rusů z Poamuří po třiceti letech potíží s nimi. Poté se mandžuský oddíl objevil v povodí řeky Udy a čchingští poslové požadovali na posádce Udského ostrohu vyklidit řeku Udu a stáhnout se do Jakutska, který měl tvořit novou hranici.

## Obnova Albazinu
V polovině července z Něrčinska vyrazil průzkumný oddíl, který zjistil, že čchingská armáda opustila Albazin, na místě našli jen jednoho čínského dezertéra. Podle něho dostala armáda rozkaz urychleně se přesunout na Non a dál na jih, kvůli problémům Mandžuů v Číně; pouze v Ajgunu zanechali pětisetčlennou posádku. Čchingové odešli tak rychle, že nestačili zničit osetá pole v okolí. Sklizeň z polí v okolí Albazinu, které měly rozlohu přes tisíc děsjatin (asi 1000 ha), byla rozhodující pro udržení města, Něrčinsk sám byl zásobován z Albazina nebo až od Bajkalu, a proto dovoz potravin z Něrčinska do Albazina byl pro větší posádku nereálný.
Tolbuzin poté s podporou Vlasova neprodleně vyslal do Albazinu 200 jízdních kozáků pod velením Bejtona a za ním vyrazil Tolbuzin s větším třísetčlenným oddílem kozáků a lovci, řemeslníky a rolníky. Dne 27. srpna Tolbuzin dorazil k Albazinu a pokračoval v jeho obnově zahájené Bejtonovými lidmi. Do zimy bylo znova postaveno městečko, obnoveno několik vesnic a sklizena úroda z velké většiny polí. Na podzim měl Tolbuzin v Albazinu 514 kozáků a 155 rolníků a lovců, začátkem roku 1686 už 725 mužů, zatímco v Něrčinsku a okolních ostrozích zůstalo 340 kozáků a stovka lovců a jiných civilistů.
V následujícím roce na obnovu Albazinu zareagovali Čchingové novým útokem, druhé obléhání Albazinu v letech 1686–1687 však trvalo mnohem déle a město tentokrát odolalo. Po podepsání Něrčinské mírové smlouvy roku 1689, podle které oblast připadla říši Čching, Rusové Albazin vyklidili.